# ریوما بابا
ریوما بابا (انگلیسی: Ryōma Baba؛ زادهٔ ۱۵ دسامبر ۱۹۸۴) بازیگر اهل ژاپن است. وی از سال ۲۰۰۸ میلادی تاکنون مشغول فعالیت بوده‌است.